# Königliches und Fürstlich Lippesches Gesamtgericht Lippstadt
Das Königliche und Fürstlich Lippesche Gesamtgericht Lippstadt war ein gemeinsames Gericht des Fürstentums Lippe und des Königreichs Preußen mit Sitz in Lippstadt.

## Geschichte
Im Großherzogtum Berg bestand in Lippstadt das Friedensgericht Lippstadt, welches dem Tribunal erster Instanz Hamm nachgeordnet war (siehe hierzu die Gerichtsorganisation im Großherzogtum Berg). Nach dem Ende der Franzosenzeit wurde auf dem Wiener Kongress das preußisch-lippische Kondominium wieder hergestellt. Mit der Preußisch-lippischen Convention vom 30. November 1817 einigten sich Lippe und Preußen darauf, dass in Lippe ein gemeinsames Eingangsgericht eingerichtet werden sollte, das im Namen des Fürsten von Lippe und des preußischen Königs Recht sprechen solle. Da Lippstadt eine Exklave in der preußischen Provinz Westfalen war, war das Gericht zweiter Instanz das preußische Oberlandesgericht Hamm und nicht das Lippische Hofgericht.
Das Königliche und Fürstlich Lippesche Gesamtgericht Lippstadt wechselte zum 1. Januar 1839 vom Oberlandesgericht Hamm zum Oberlandesgericht Arnsberg. Das Gericht hatte zu diesem Zeitpunkt 3834 Gerichtseingesessene und bestand aus einem Gesamtrichter, einem Actuar und einem Boten.
Am 17. Mai 1850 verzichtete Lippe in einem Vertrag mit Preußen gegen eine Entschädigung auf die Herrschaft in Lippstadt, das dadurch preußisch wurde. Die heutigen Ortsteile Lipperode und Cappel blieben jedoch auch nach dem Ende des Kondominiums beim Fürstentum Lippe. 
In Lippstadt entstand so das preußische Kreisgericht Lippstadt im Sprengel des Appellationsgerichts Arnsberg. Auch für Lipperode und Cappel bildete dieses Gericht das Eingangsgericht.